# 约瑟夫·安克维奇
阿夫达涅茨纹章下的约瑟夫·安克维奇（波蘭語：Józef Ankwicz，1750年—1794年5月9日）是一位波兰立陶宛联邦的政治人物和贵族（施拉赤塔）。他自1782年起为新桑奇的城主。他是最著名的波兰瓜分者的合作者之一。
他是斯坦尼斯瓦夫·瓦伦蒂·安克维奇和莎洛梅阿·施瓦尔策姆伯格-切尔尼。他与安娜·比伯斯泰恩-斯塔罗维厄斯卡结婚，生下了安德热·阿洛伊奇·扬·斯坦尼斯瓦夫·安克维奇（利沃夫总主教）和女儿科尔杜拉、克雷斯蒂娜。
他因赌博而债台高筑，并被俄罗斯大使雅科夫·布拉科夫征募 。在1782年得到新桑奇城主的职位，并在1784年被波兰国王斯坦尼斯瓦夫·奥古斯特·波尼亚托夫斯基授予白鹰勋章，从奥地利大公国女大公玛利亚·特蕾西亚那里得到伯爵（hrabia）称号；后来，他成为奥地利宫廷的侍从。在1791年成为大瑟姆议员和驻丹麦使馆成员。他也被授予圣斯坦尼斯瓦夫勋章。因为他是俄罗斯大使雅各布·谢维尔斯的亲密下属，因此他甚至在圣彼得堡和俄罗斯女皇叶卡捷琳娜二世那里也有很多熟人。他因国外势力（奥地利大公国、普鲁士、俄罗斯帝国）的支持而出名，在联邦最后的瑟姆——1793年的格罗德诺瑟姆中，他是“俄罗斯人党”的领导人  和不愿其他议员发言（被在议会厅的俄罗斯士兵威胁的议员）的议员，意味着他同意俄罗斯帝国的要求（第二次瓜分）。因此他的俄罗斯主子便通过在永久委员会中提拔他来奖赏他。
在科希丘什科起义中，他被波兰革命者俘虏。因波兰雅各宾派的请求，他与塔戈维查联盟的一些领导人（约泽夫·科萨科夫斯基、指挥官皮奥特尔·奥扎罗夫斯基和指挥官约泽夫·扎别沃）一齐被判绞刑。四人在1794年5月9日，附屬于科希丘什科起义的华沙起义中被正式处刑。

## 进阶阅读
- Wojciech Kalwat, Józef Ankwicz - między moralnością a polityką. Sylwetka bankruta, działacza politycznego i dyplomaty z czasów rozbiorów